# Паолуччи, Фабрицио
Фабрицио Паолуччи (итал. Fabrizio Paolucci; 2 апреля 1651, Форли, Папская область — 12 июня 1726, Рим, Папская область) — итальянский куриальный кардинал. Епископ Мачераты и Толентино с 9 апреля 1685 по 27 января 1698. Апостольский нунций в Кёльне с 24 февраля 1696 по 27 января 1698. Епископ-архиепископ Феррары с 27 января 1698 по 14 марта 1701. Государственный секретарь Святого Престола с 3 декабря 1700 по 19 марта 1721 и с 6 июня 1724 по 12 июня 1726. Про-великий пенитенциарий с 25 января 1709 по 28 июня 1710. Великий пенитенциарий с 28 июня 1710 по 11 мая 1721. Губернатор Рима с 11 мая 1721 по 12 июня 1724. Генеральный викарий Рима с 11 мая 1721 по 12 июня 1726. Камерленго Священной Коллегии кардиналов с 25 января 1706 по 21 февраля 1707. Префект Священной Конгрегации обрядов с 6 июня 1724 по 12 июня 1726. Префект Священной Конгрегации по делам епископов и монашествующих с 9 сентября 1721 по 12 июня 1726. Вице-декан Священной Коллегии кардиналов с 12 июня 1724 по 19 ноября 1725. Префект Священной Конгрегации церковного иммунитета с 1725 по 12 июня 1726. Секретарь Верховной Священной Конгрегации Римской и Вселенской Инквизиции с 19 ноября 1725 по 12 июня 1726. Префект Священной Конгрегации Церемониала и Декан Священной Коллегии кардиналов с 19 ноября 1725 по 12 июня 1726. Кардинал-священник in pectore с 22 июля 1697 по 19 декабря 1698, с титулом церкви Санти-Джованни-э-Паоло с 5 января 1699 по 8 февраля 1719. Кардинал-епископ Альбано с 8 февраля 1719 по 12 июня 1724. Кардинал-епископ Порто и Санта Руфины с 12 июня 1724 по 19 ноября 1725. Кардинал-епископ Остии и Веллетри с 19 ноября 1725 по 12 июня 1726.